# Chapala Lacus
Il Chapala Lacus è una struttura geologica della superficie di Titano.